# Прищепа, Иван Кузьмич (Герой Социалистического Труда)
Ива́н Кузьми́ч Прище́па (укр. Іван Кузьмич Прищепа, 9 июня 1918, село Борковка, Черниговская губерния — 4 февраля 2008, Киев) —  председатель колхоза имени Хрущёва Менского района Черниговской области. Герой Социалистического Труда (1952). Депутат Верховного Совета УССР 7 — 9 созывов.

## Биография
Родился 9 июня 1918 года в крестьянской семье в селе Борковка Черниговской губернии (ныне — Менский район Черниговской области).
Получил среднее образование. С 1933 года — счетовод колхоза «Красный партизан» Менского района, инспектор Менского районного финансового отдела Черниговской области. С 1938 по 1945 год служил в Красной Армии. Участвовал в советско-финской и Великой Отечественной войнах. Командовал в звании старшего лейтенанта 2-м стрелковым батальоном 464-го стрелкового полка 78-й Запорожской стрелковой дивизии 2-го Украинского фронта. В 1941 году вступил в ВКП(б).
После демобилизации с 1946 года — председатель колхоза имени Хрущёва (затем — «Заря коммунизма», «Родина») села Борковка Менского района Черниговской области. Работал председателем колхоза до конца 80-х годов.
В 1952 году удостоен звания Героя Социалистического Труда. Избирался депутатом Верховного Совета УССР 7 — 9 созывов.
После выхода на пенсию проживал в селе Борковка. С 1999г.по 2008г. проживал в г. Киев.

## Награды
- Герой Социалистического Труда — указом Президиума Верховного Совета СССР от 23 апреля 1952 года
- Два Ордена Ленина
- Орден Октябрьской Революции
- Орден Александра Невского (19.10.1944[1])
- Орден Отечественной войны 1 степени (6.11.1985[2]) Орден Трудового Красного Знамени ( 26.12.1976)